# Batalla de Carrillo
La Batalla del Llano de Carrillo fue un enfrentamiento militar entre las tropas de la Nueva Granada bajo el mando de un joven Francisco de Paula Santander y las tropas realistas al mando de Bartolomé Lizón. Resultaría en la victoriosa realista, esto obligando a las tropas patriotas restantes a huir al pueblo de Pamplona para evitar su aniquilación.

## Antecedentes
Luego de la batalla de Cúcuta el 28 de febrero de 1813, que resultó en la liberación de la ciudad y los pueblos vecinos, el coronel Simón Bolívar deja el mando de las tropas a Santander que tenía 21 años, para el emprender su Campaña Admirable a Venezuela. Su ejército tenía un total de 260 hombres originarios de los valles de Cúcuta, en su mayoría era de edad muy temprana. Luego de varios enfrentamientos, Santander recibe una carta informando sobre la llegada de los realista que estaban en varias posiciones: una desde los Quemados, otra por el Cerro de las Tres Cruces y la última en la localidad de San Antonio de Táchira, enterándose de la superioridad numérica, así preparando una defensa para aquel asalto.

## Batalla
Llegó el 14 de octubre, Santander había movido sus tropas hasta los Llanos de Carrillo a las afueras de Vados, para tener algo de ventaja en contra de sus enemigos, pero lo que no se esperaba que los realista con 1300 soldados habían tomado con mucha facilidad los poblados de Villa del Rosario y San José de Cúcuta (saqueándolos sin piedad),esto dejaría una dura derrota para el bando independentista, tratando de huir a Pamplona se topa con Aniceto Matute que le cierra el paso para evitar su huida, así muriendo más soldados que se habían salvado de Carrillo. Milagrosamente Santander y su primo Pedro Fortoul sobrevivirían a aquella masacre.

## Consecuencias
Muchos próceres y mártires de la patria murieron en esta batalla, entre algunos estas:
- Mercedes Abrego
- Mariana Quintero
- Emigdio Callejón
- Francisco Sánchez
- José Otero
- Florentina Salas

También se vería la barbarie de los españoles en contra de la población criolla de estas poblaciones  y Bartolomé Lizon dio la orden de capturar y matar a todo aquel que hubiese colaborado a la causa patriota.

## Legado
Santander volvería con más hombres y recuperando estas tierras el 4 de febrero de 1814, consiguió la liberación de la Nueva Granada hasta la llegada de Pablo Morillo, esta ruta sería nuevamente utilizada en la Campaña Libertadora de Nueva Granada para llevar las tropas hasta Santa fe de Bogotá en 1819, que daría la separación definitiva de España.